# Mesogonia involuta
Mesogonia involuta är en insektsart som först beskrevs av Henry Fairfield Osborn 1926.  Mesogonia involuta ingår i släktet Mesogonia och familjen dvärgstritar. Inga underarter finns listade i Catalogue of Life.